# Casey Neistat
Casey Owen Neistat (* 25. März 1981 in New London) ist ein US-amerikanischer Filmregisseur, Filmproduzent, YouTuber und Unternehmer. Darüber hinaus spielt er eine Hauptrolle in der Fernsehserie The Neistat Brothers, die von ihm und seinem Bruder Van Neistat im Jahr 2008 produziert und 2010 beim Fernsehsender HBO erstausgestrahlt wurde.

## Leben
Neistat verbrachte seine Kindheit und Jugend gemeinsam mit drei Geschwistern in seinem Geburtsort New London. Die Erziehung seiner Eltern beschreibt er als locker. Früh hatte er Probleme in der Schule. Als er 15 Jahre alt war, trennten sich seine Eltern. Neistat gab seiner Mutter die Schuld, was zu vielen Problemen zwischen den beiden führte. Er verließ sein Zuhause und zog mit zwei Mädchen zusammen, von denen eines seine Freundin wurde. Eine Zeit lang wohnten sie bei Neistats Bruder in Virginia.
Seine Freundin wurde schwanger, wodurch es zur Rückkehr nach Connecticut kam. Er verließ die Schule. Das junge Paar suchte Unterschlupf bei Freunden. Mit 17 Jahren wurde Neistat Vater eines Jungen. Die kleine Familie zog anschließend in eine Wohnwagensiedlung. Das Paar bezog eine Zeitlang Sozialhilfe.
Casey Neistat nahm mehrere kleine Jobs an, um sich und seine Familie zu versorgen; u. a. arbeitete er als Tellerwäscher in einem Restaurant. Während eines Ausflugs nach New York City, wo sein Bruder lebte, entdeckte er seine Leidenschaft für die Produktion von Kurzfilmen. Von seinen Ersparnissen kaufte er einen Apple-Computer (iMac), um darauf Videos schneiden zu können. Es entstanden zunächst kurze Filmclips über seinen Sohn. Drei Jahre später trennte sich das Paar. Neistat zog nach New York City, um sich seinen Traum zu erfüllen und Filme zu produzieren. Er wurde innerhalb kurzer Zeit ein Youtube-Star und mehrfacher Millionär.
Ende 2013 heiratete Neistat in Südafrika seine langjährige Lebensgefährtin, die Schmuckdesignerin Candice Pool. Am 6. Dezember 2014 brachte sie eine gemeinsame Tochter zur Welt. Dies hielt Neistat im Video „Her Water Broke“ fest und veröffentlichte es am 23. Dezember 2014 auf YouTube.
Im Jahr 2018 bekam das Paar eine zweite Tochter. Im Juli 2019 zog er mit seiner Frau und seinen beiden Töchtern nach Los Angeles. Im September 2022 zog die Familie zurück nach New York City.

## Karriere

### Videoproduktionen
Als Neistat nach New York City zog, arbeitete er für wenig Geld für den Künstler Tom Sachs und hatte Schwierigkeiten, seinen Lebensunterhalt zu verdienen. Er gab seine Leidenschaft für das Filmen allerdings nicht auf und drehte als Autodidakt kleine Filme mit seinem Bruder Van „für jeden, der sie dafür bezahlen würde“. Neistats erstes bekanntes Video wurde „iPod’s Dirty Secret“, welches er im Jahr 2003 drehte. Die daraus resultierende Aufmerksamkeit übertrug sich auch auf seine anderen Arbeiten. Für die Videoserie „Science Experiments“, die er mit seinem Bruder in dessen Wohnung filmte, wurden sie auf das São Paulo Art Biennial in Brasilien eingeladen. Zu dieser Zeit hatte er etwas mehr Geld zur Verfügung und fing an, mit seinem Sohn die Welt zu bereisen. Zusammen mit seinem Bruder Van produzierte er eine Fernsehserie über ihr Leben. Diese bestand aus acht Filmen à 25 Minuten, die der Fernsehsender Home Box Office im Juli 2008 für knapp zwei Millionen US-Dollar erwarb. Kurz danach beendeten Neistat und sein Bruder ihre gemeinsame Arbeit. Seitdem hat Neistat einige Werbevideos produziert, unter anderem für Nike und Mercedes-Benz.
Viele Millionen Aufrufe erzielte sein 2011 veröffentlichtes Youtube-Video „Bike Lanes“, in dem er die New Yorker Polizei für einen Strafzettel kritisiert, nur weil er eine Teilstrecke lang den Radweg nicht benutzt hatte. Typisch für seine Videos ist die konsequente Fortsetzung: Casey Neistat fährt mit seinem Fahrrad regelkonform auf Radwegen und umfährt dabei keines der vielen Hindernisse, unter anderem einen Streifenwagen. Mobilität und mobiles Filmen gehören zu seinen Markenzeichen. Früh nahm Neistat elektrisch getriebene Skateboards an und flog Fotodrohnen über Manhattan. Letzteres brachte ihm eine Anzeige der amerikanischen Luftfahrtbehörde FAA ein. Auch die Vereinigung amerikanischer Pressefotografen verurteilte den Missbrauch seiner Vorbildfunktion, wenn er zum Beispiel auf Reisen über Amsterdam oder Köln fliegt, ohne die lokalen Gesetze zu respektieren. Neistat definiert sich als Journalist und veröffentlicht hin und wieder Interviews.
Für viele Abonnenten seines Videokanals ist Casey Neistat Vorbild: Er hat eine positive, echt wirkende Ausstrahlung, reist viel, ist sehr technik-affin und hat mit seinen hochwertigen Videoaufnahmen von sich und Zeitraffer- und Drohnenaufnahmen eine eigene Filmästhetik geprägt. Beispiel: Wenn er eine Rolltreppe hinunterfährt, positioniert er vorher die Kamera vor sich und lässt sich dann von ihr filmen, so als sei ein Kameramann bei ihm. Wenn er mit dem „Boosted Board“ durch Manhattan fährt, zeigt er häufig die Einstellung in Höhe der Räder, also sehr nah am Asphalt.
Für Innenaufnahmen nutzt Neistat sein Studio am Broadway in New York. Er hat auch auf dem Videoportal Vimeo Filme veröffentlicht.
Seit Mitte 2015 konzentriert er sich auf seinen Youtube-Kanal, der schnell an Popularität gewann und 12 Mio. Abonnenten zählt (Stand: 2. Juli 2020). Dort veröffentlicht er auch ein Videotagebuch (Vlog), das bis 2019 mit wenigen Ausnahmen täglich erschien. Seit seinem Umzug nach Los Angeles gibt es keinen regelmäßig geführten Vlog mehr und neue Videos erscheinen nur mit einigen Tagen beziehungsweise Wochen Abstand voneinander.

### Beme

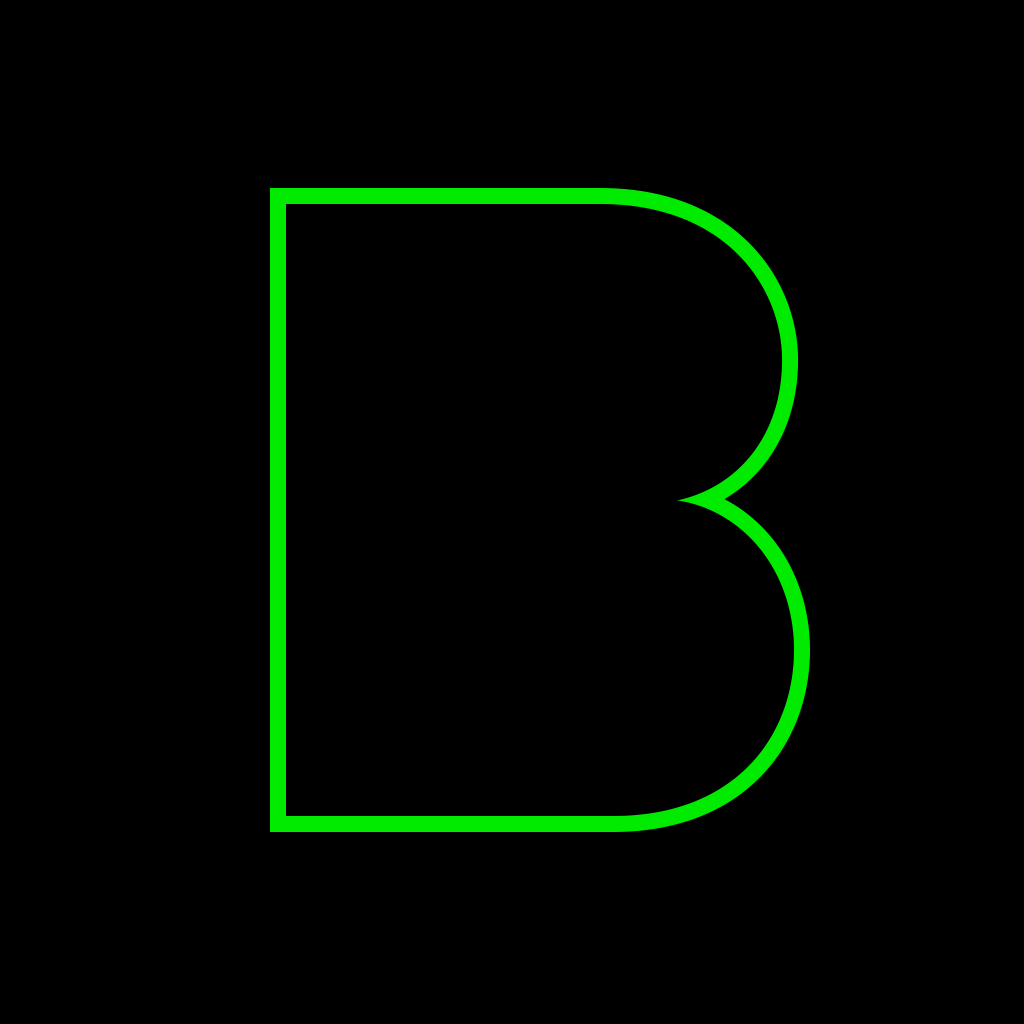
Beme Logo 2017

Im Juli 2015 veröffentlichte Neistat gemeinsam mit Matt Hackett, einem früheren tumblr-Entwickler, die erste Version von Beme, einer Social-Media-Plattform zum Teilen von kurzen Videos. Ein Alleinstellungsmerkmal der App war, dass Videos nur aufgenommen werden konnten, während das Smartphone gegen den Oberkörper gehalten wurde, sodass die Sicht auf das Display versperrt war. Die Nutzer sollten dadurch die aufgezeichneten Momente besser wahrnehmen, da die Augen nicht auf das Display des Smartphones fokussiert sein müssen. Die Version 1.0.0 erschien im Mai 2016 im Apple App Store und erstmals auch im Google Play Store. Am 28. November 2016 gab der Fernsehsender CNN den Kauf von Beme bekannt. Die Videoapp, die zuvor den Kern des operativen Geschäftes bildete, wurde am 31. Januar 2017 eingestellt. Beme soll in Zukunft als weiterhin eigenständiges Medienunternehmen unter Federführung von CNN Inhalte vor allem für eine jüngere und modernere Zielgruppe bereitstellen. Am 25. Januar 2018 gaben Neistat und Hackett bekannt ihre bisherige Funktion in der Firma aufzugeben, andere Angestellte führen ihre Arbeit für Beme jedoch fort.

### 368

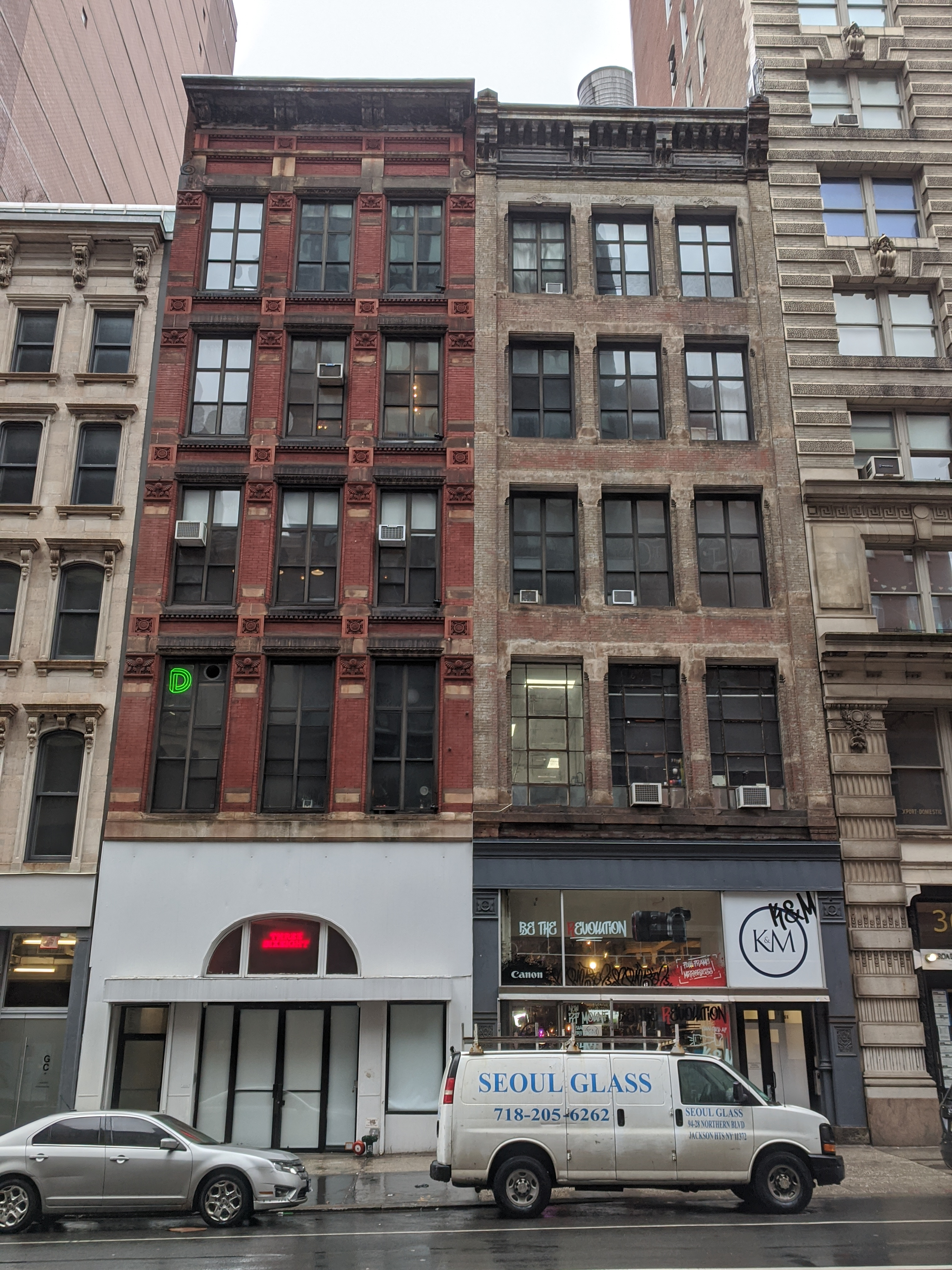
368 Fassade

Im April 2018 gründete Neistat das Unternehmen „368“ in New York City und verkündete dies auf seinem YouTube-Kanal. Der Hauptsitz des Unternehmens soll „Creators“ aus New York und Umgebung anziehen und diesen mit Hilfe seiner Filmstudios die Produktion von YouTube-Videos ermöglichen. Der Hauptsitz befindet sich am „368 Broadway“. Das Gebäude wurde dafür über mehrere Monate hinweg umgebaut, um den Anforderungen der verschiedenen Youtuber z. B. mit einer großen Küche, Ladestationen für Boosted Boards und einem Raum mit vielen Computern für kompetitives Gaming gerecht zu werden. Der Eingangsbereich von 368 ist auch der Öffentlichkeit zugänglich, wo Merchandise erworben werden kann. Anfang Mai 2018 startete Neistat gemeinsam mit seiner Frau den Podcast „Couple’s Therapy“, in dem er offen über sein Familienleben diskutiert. Die vorerst letzte Episode wurde im April 2019 publiziert.

### Nothing
Bei dem 2020 gegründeten Unternehmen Nothing tritt Casey Neistat als Investor auf. Die Londoner Firma brachte ein eigenes Smartphone sowie kabellose In-Ear-Kopfhörer auf den Markt.

## Trivia
- Neistat trägt in seinen Videos grundsätzlich eine durch ihn modifizierte RayBan-Sonnenbrille. In einem seiner Videos zeigt er, wie er durch Abkratzen der RayBan-Logos und weißer Sprühfarbe das für ihn charakteristische Aussehen erreicht.[18]
- Im Jahr 2016 wurde er zum „GQ Man of the Year“ in der Kategorie „Social Media“ gewählt.[19]
- Im September 2016 erreichte sein Youtube-Kanal 1 Milliarde Aufrufe. Mittlerweile sind seine Videos über 3 Milliarden Mal angeschaut worden.
- YouTuber des Jahres 2016.[20]
- Neben seiner Tätigkeit als Youtuber hält Neistat auf diversen Veranstaltungen Vorträge und ist für Unternehmen wie Samsung Markenbotschafter.[21][22]